# Estádio Governador João Castelo
Das Estádio Governador João Castelo ist ein Fußballstadion mit Leichtathletikanlage in der brasilianischen Stadt São Luís, Bundesstaat Maranhão. Es bietet Platz für 75.263 Zuschauer und dient unter anderem dem Verein Sampaio Corrêa FC als Heimstätte.

## Geschichte
Das Estádio Governador João Castelo wurde im Jahre 1982 erbaut und am 5. Februar des gleichen Jahres eröffnet. Zum ersten Spiel im neuen Stadion trafen sich die brasilianische Fußballnationalmannschaft und die Fußballnationalmannschaft von Portugal zu einem Freundschaftsspiel, das mit 3:1 für die Brasilianer endete. Das erste Tor im Estádio Governador João Castelo wurde dabei vom brasilianischen Spieler Junior erzielt. Seit 1982 dient das Estádio Governador João Castelo den drei wichtigsten Fußballvereinen aus São Luís, der Hauptstadt und mit knapp einer Million Einwohnern auch größten Stadt des brasilianischen Bundesstaates Maranhão im Nordosten des Landes, Maranhão AC, Moto Club de São Luís und Sampaio Corrêa FC als Austragungsort für Heimspiele. Allerdings haben diese drei Vereine ein eigenes Stadion, sie weichen nur selten in das Estádio Governador João Castelo aus. Der erfolgreichste von diesen Klubs ist der Sampaio Corrêa FC, der sogar bereits einige Spielzeiten in der höchsten brasilianischen Fußballliga, der Série A, verbracht hat und eine Vielzahl von Staatsmeisterschaftstiteln vorweisen kann.
Das Estádio Governador João Castelo wird auch als Castelão bezeichnet, wobei es leicht zu verwechseln wäre mit dem Estádio Plácido Aderaldo Castelo in Fortaleza, das ebenfalls diesen Spitznamen hat. Es ist benannt nach João Castelo Ribeiro Gonçalves, Gouverneur des Bundesstaates Maranhão von 1979 bis 1982. Das Stadion von São Luís bietet heutzutage Platz für 75.263 Zuschauer. Der Zuschauerrekord im Stadion wurde aufgestellt, als am 24. September 1998 im Rahmen der Copa Conmebol 1998 Sampaio Corrêa FC auf den FC Santos traf, mit 1:5 unterlag und 95.720 Zuschauer zugegen waren. Dieses Spiel löste das Lokalderby zwischen Sampaio Corrêa und Moto Club ab, das im Jahre 1987 beim 3:1-Sieg von Moto Club 95.000 Schaulustige anlockte.